# Roger Subirachs
Roger Subirachs i Burgaya (Barcelona; 1956-San Clemente de Llobregat; 30 de agosto de 2017), que firmaba simplemente como Roger, fue un historietista español, activo desde mediados de la década de 1970 hasta mediados de la de 1980.

## Biografía
Hijo del escultor Josep Maria Subirachs i Sitjar, Roger se fogueó como historietista en publicaciones cómic underground como El Rrollo enmascarado (1973) o Purita (1975), antes de pasar a revistas de difusión más convencional como El Víbora y Cairo, donde trabajó con guionistas como Montesol o Molina.

## Obra
| Años | Título                                    | Guionista       | Tipo                 | Publicación                       |
| ---- | ----------------------------------------- | --------------- | -------------------- | --------------------------------- |
| 1973 | El Rrollo enmascarado                     |                 | Monografía colectiva | Coautoedición                     |
| 1974 | Pauperrimux Comix                         |                 | Monografía colectiva | Coautoedición                     |
| 1974 | Catalina                                  |                 | Monografía colectiva | Coautoedición                     |
| 1974 | De Quommic (Maria Llüisa Barraquer i Feu) |                 | Monografía colectiva | Coautoedición                     |
| 1974 | Diploma d'Honor                           |                 | Monografía colectiva | Coautoedición                     |
| 1974 | Purita                                    |                 | Monografía colectiva | Mandrágora                        |
| 1977 | Propaganda Moderna                        |                 | Monografía colectiva | Pastanga                          |
| 1980 | Vaselín y Loto                            | Roger           | Serie                | El Víbora                         |
| 1980 | Emili Piula                               | Montesol        | Serie                | El Víbora                         |
| 1981 | Destino Gris                              | Montesol        | Serie                | Cairo                             |
| 1982 | Una cierta calma                          | Tornassol       | Serie                | El Víbora                         |
| 1984 | Roberto Ruina                             | Molina          | Serie                | Cairo                             |
| 1984 | El Cómic Vivo                             | Roger           | Serie colectiva      | Comix Internacional + Ilustración |
| 1984 | Destino Gris                              |                 | Monografía           | Complot: Misión Imposible, núm. 5 |
| 1985 | Los fabricantes de estrellas              | Ramón de España | Serie                | Complot!, TBO (1986)              |
| 1985 | Corner                                    |                 | Monografía colectiva | Unicorn                           |